# 1 хилядолетие
| 30 | 29 | 28 | 27 | 26 | 25 | 24 | 23 | 22 | 21 | 20 | 19 | 18 | 17 | 16 | 15 | 14 | 13 | 12 | 11 | 10 | 9 | 8 | 7 | 6 | 5 | 4 | 3 | 2 | 1 | пр.н.е. << >> сл.н.е. | 1 (1–1000) | 2 (1001–2000) |

Първото хилядолетие (I) обхваща периода от началото на 1 година до края на 1000 година.

## Събития
- Зараждане на християнството и исляма
- Основаване на Лондон от римляните под името Лондониум
- Диаспората на евреите
- Провеждане на Олимпийските игри (до 393 г.)
- Изгаряне на Александрийската библиотека, най-голямата в света
- Възход и падение на Римската империя
- Създаване на германски кралства в Северна и Западна Европа
- Процъфтяване на цивилизацията на маите
- Трите царства в Китай
- Разцвет на индуистката култура в Индия по време на династията Гупта
- Ислямски завоевания в Близкия изток и Северна Африка
- Нападения на викингите в Северна Европа през 9 и 10 век
- Започване на Средновековието в Европа

- 681 г. – Създаване на българската държава
- 718 г. – Отблъскване на арабите от Константинопол с помощта на хан Тервел
- 855 г. – Създаване на славянобългарската азбука от солунските братя Константин-Кирил и Методий
- 866 г. – Въвеждане на християнството като официална религия в Дунавска България от Борис I
- 893 г. – Преместване на българската столица в Преслав.

## Влиятелни личности
- Октавиан Август, римски император
- Исус, централна фигура в християнството
- Плутарх, древногръцки историк
- Павел, апостол
- Цай Лун, китайски изобретател на хартията
- Джан Хън, китайски астроном и математик
- Птолемей, древногръцки астроном и математик
- Константин I, римски император
- Атила, хунски вожд
- Мохамед, пророк и основател на исляма
- Карл Велики, френски завоевател и основател на Свещената римска империя
- Мохамед ал-Хорезми, персийски математик

## Изобретения, открития, нововъведения
- Хартията е създадена в Китай
- Алгебрата е развита в Близкия изток
- Няколко подобрения в използването на конете като подковата и стремето
- Хмелът за пръв път е добавен към бирата
- Птолемейската система се използва за описване на движението на планетите
- Шахматът е развит, като става особено популярен
- Компасът е изобретен
- Стоманата е използвана за пръв път в Индия